# Muskazine

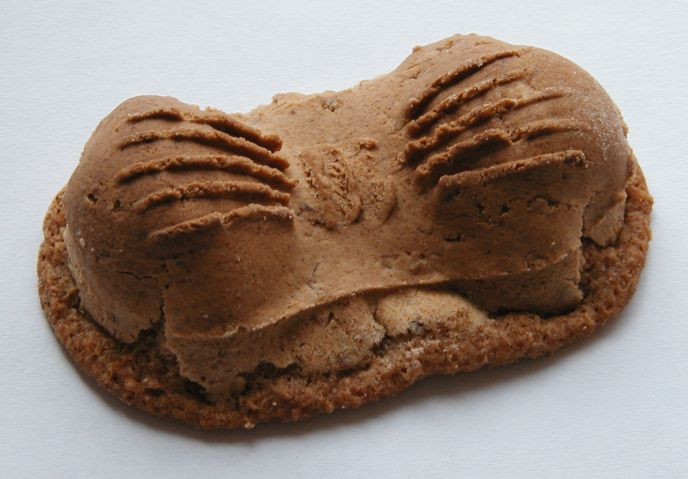
Eine Dettelbacher Muskatzine

Eine im heutigen Sprachgebrauch bezeichnete Muskazine (auch Muscatzine, Muskatzine, Muskaziny oder Muschcatciner) ist ein Konfekt, das seit 1691 belegt ist und den Ursprung im süddeutschen Raum hat. Es wird auch als Pilgergebäck, Wallfahrtsgebäck oder Würzkuchen bezeichnet. In Oberösterreich spätestens um 1790 als Muskazinerl, ausgehend von Wels, angeboten.

## Geschichte

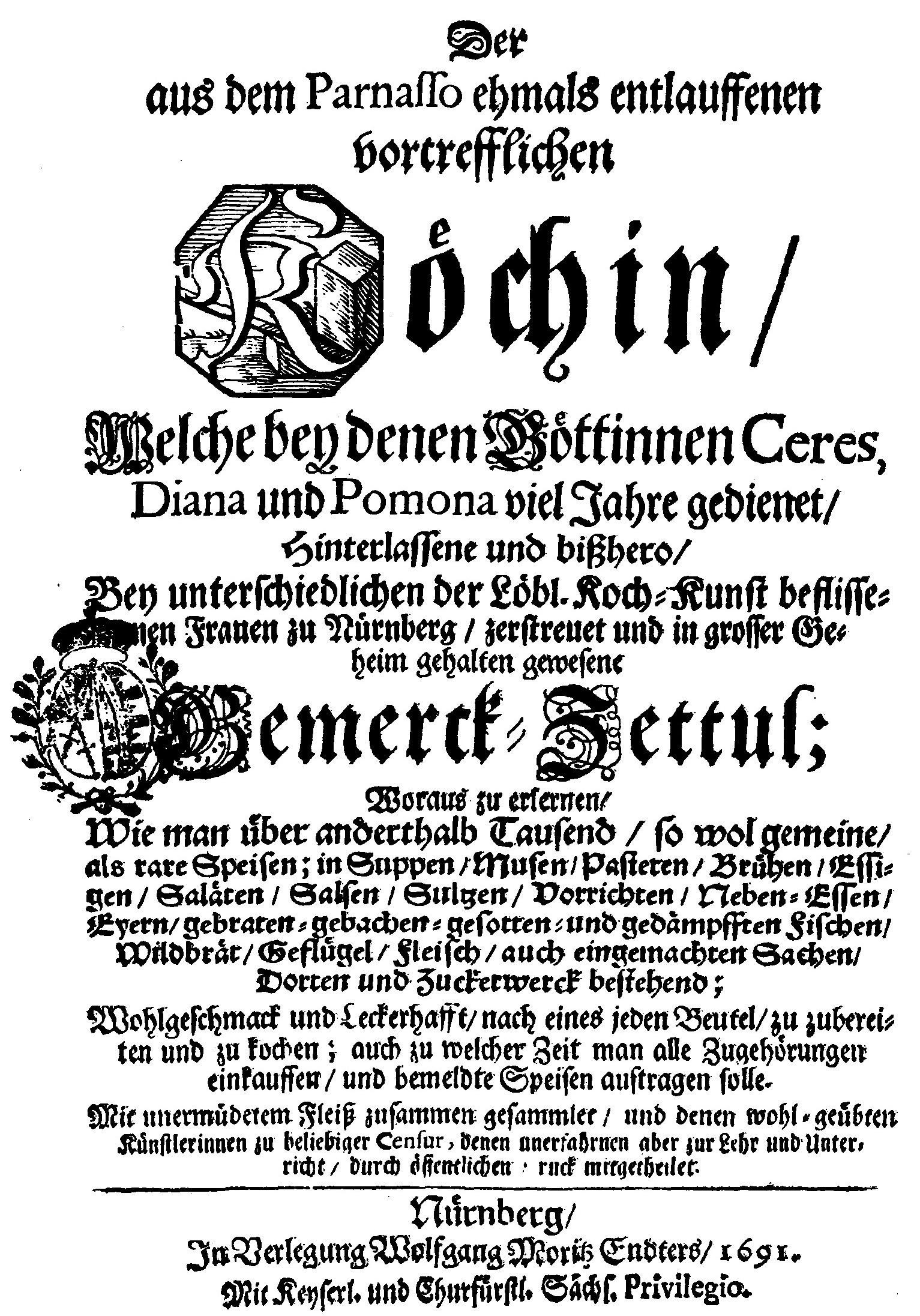
Nürnbergisches Kochbuch, 1691, Vorstellung der fiktiven Autorin

Im Nürnbergischen Kochbuch wird ein Model beschrieben „Der Model zu diesen Muscatzinen ist gemeiniglich wie zwey mit dem breiten Theil aneinander stossende Jacobs=Muscheln, so sich in der mitten mit einem Bund vereingten, geschnitten.“ und ist eine Anlehnung an die Jakobsmuschel.
Die Bezeichnung Muskatzine taucht erstmals in der D. Johann Georg Krünitz's ökonomisch=technischen Encyklopädie von 1805, durch die Wiedergabe von zwei Rezepten, auf.
1837 wurden zwei Rezepte für Muskaziny- und mit Schalen auf den Seiten 169 und 170 im Altadeliges Bayerisches Koch- und Konfektbuch beschrieben und der Hinweis gegeben, dass diese auch unter der Bezeichnung Muschcatciner im Laden erhältlich sind.

## Zubereitung und Zutaten
Die Zutaten wie zum Beispiel Honig, Mandeln, Nüsse, Zucker werden durch Hinzufügen von Muskat und ggf. Muskatblüten, die dem Produkt ihren Namen geben, zu einer Mischung verarbeitet. Nach Hinzufügen von Mehl und Eiern werden alle Zutaten zu einem Teig verarbeitet und in ein Model gedrückt, das zuvor mit Zucker ausgestreut wird, um ein „Ankleben“ zu verhindern.
In Marianne Strüfs Kochbuch von 1838 wird Bisam als Gewürz beim Herstellen von Muskaziny (Wiener Confekt) zugegeben.

## Österreich
Im Koch- Und Artzney-Buch Von allerley Letzelt/ Zuckerwerck/ und eingemachten Sachen von 1686 ist die Rede von Muscatzin-Letzelten.